# Ренье II (граф Эно)
Ренье (Регинар) II (фр. Régnier II, нем. Reginar II; ок.890/895 — 932/940) — граф Эно (Геннегау) с 925 года, сын Ренье I Длинношеего, герцога Лотарингии, и Эрсинды (Альберады).

## Биография
После смерти отца в 915 году Ренье получил часть отцовских владений, в основном, в графстве Эно (Геннегау).
В 924 году его сыновья по неизвестной причине попали в заложники к брату Ренье, Гизельберту, герцогу Лотарингии. Для того, чтобы освободить детей, Ренье вместе со своим союзником (мужем сестры), Беренгером, графом Ломма (будущего Намюра) напал на брата. В разгоревшейся борьбе было опустошено графство Эно, где находились владения Ренье.
В 925 году Лотарингия вошла в состав Германского королевства, король которого, Генрих I Птицелов, назначил Ренье графом Эно. Больше о нём ничего не известно.

## Брак и дети
Имя жены Ренье неизвестно. Существует гипотеза, что она была дочерью графа Бидгау и пфальцграфа Лотарингии Вигерика. Эта гипотеза основана на том, что брак между графом Ренье V де Эно и Матильдой Верденской потребовал разрешения церкви ввиду близкого родства. Однако родство могло быть и по другой линии, а среди потомков Ренье II отсутствуют имена, характерные для Вигеридов, поэтому сейчас эта гипотеза отвергается большинством исследователей.
Существует и другая гипотеза о происхождении жены Ренье. В одном документе она названа сестрой графа Бозона, которого некоторые историки идентифицируют с Бозоном, братом короля Западно-Франкского королевства Рауля Бургундского, чем объясняется появление имени Родольфо (Рауль) среди детей Ренье. Однако эта гипотеза также не поддерживается большинством исследователей.
По третьей гипотезе жена Ренье происходила из графов де Гюи. Эта гипотеза объясняет появление имени Лето среди сыновей Ренье. Однако эта гипотеза также не является превалирующей.
Дети:
- Ренье III Длинная Шея (ум. 973), граф Эно (Геннегау) 932/940 — 958
- Родольф (Рауль), граф в Маасгау и Хаспенгау
- Лето (Амори), родоначальник дома Монфор-л’Амори
- Дочь; муж: Нивелон (ум. 953), граф де Бетюв